# Pływanie na Letnich Igrzyskach Olimpijskich 1924 – 1500 m stylem dowolnym mężczyzn
1500 m stylem dowolnym mężczyzn było jedną z konkurencji pływackich na Letnich Igrzyskach Olimpijskich 1924. Zawody odbyły się w dniach 13-15 lipca. W zawodach uczestniczyło 22 zawodników z 12 państw.

## Rekordy
| Rekord świata     | 21:15,0 | Arne Borg      | Sydney (AUS)    | 30 stycznia 1924 |
| Rekord olimpijski | 22:00,0 | George Hodgson | Sztokholm (SWE) | 10 lipca 1912    |

## Wyniki

### Eliminacje
Dwóch najszybszych zawodników z każdego biegu i najszybszy z trzeciego miejsca awansowało do półfinału.
Bieg 1
| Miejsce | Zawodnik       | Czas    | Kwal. |
| ------- | -------------- | ------- | ----- |
| 1       | Harold Annison | 22:38,4 | QQ    |
| 2       | Adam Smith     | 22:48,8 | QQ    |
| 3       | Moss Christie  | 22:49,4 |       |
| —       | Gustave Klein  | DNF     |       |
| —       | Kazuo Onoda    | DNF     |       |

Bieg 2
| Miejsce | Zawodnik      | Czas    | Kwal. |
| ------- | ------------- | ------- | ----- |
| 1       | Åke Borg      | 22:55,2 | QQ    |
| 2       | John Taylor   | 23:16,6 | QQ    |
| 3       | Kazuo Noda    | 23:44,2 |       |
| 4       | Jean Rebeyrol | 24:46,4 |       |

Bieg 3
| Miejsce | Zawodnik               | Czas    | Kwal. |
| ------- | ---------------------- | ------- | ----- |
| 1       | Boy Charlton           | 21:20,4 | QQ OR |
| 2       | John Hatfield          | 22:26,8 | QQ    |
| 3       | Dick Howell            | 22:48,2 | qq    |
| 4       | Dionysios Vasilopoulos | 26:17,4 |       |
| —       | Ante Roje              | DNF     |       |

Bieg 4
| Miejsce | Zawodnik         | Czas    | Kwal. |
| ------- | ---------------- | ------- | ----- |
| 1       | Arne Borg        | 21:11,4 | QQ WR |
| 2       | Katsuo Takaishi  | 22:43,2 | QQ    |
| 3       | Luigi Bacigalupo | 25:04,4 |       |

Bieg 5
| Miejsce | Zawodnik          | Czas    | Kwal. |
| ------- | ----------------- | ------- | ----- |
| 1       | Frank Beaurepaire | 22:17,6 | QQ    |
| 2       | George Vernot     | 23:11,4 | QQ    |
| 3       | Salvator Pellegry | 24:07,6 |       |
| 4       | Václav Antoš      | 24:44,0 |       |
| 5       | Pedro Méndez      | 26:23,5 |       |

### Półfinały
Dwóch najszybszych zawodników z każdego biegu i najszybszy z trzeciego miejsca awansowało do finału.
Półfinał 1
| Miejsce | Zawodnik      | Czas    | Kwal. |
| ------- | ------------- | ------- | ----- |
| 1       | Boy Charlton  | 21:28,4 | QF    |
| 2       | Arne Borg     | 21:50,8 | QF    |
| 3       | John Hatfield | 21:53,4 | qf    |
| 4       | Adam Smith    | 22:39,8 |       |
| 5       | George Vernot | 23:02,4 |       |
| 6       | John Taylor   | 23:13,8 |       |

Półfinał 2
| Miejsce | Zawodnik          | Czas    | Kwal. |
| ------- | ----------------- | ------- | ----- |
| 1       | Frank Beaurepaire | 21:41,6 | QF    |
| 2       | Katsuo Takaishi   | 21:48,6 | QF    |
| 3       | Åke Borg          | 21:59,4 |       |
| 4       | Harold Annison    | 23:11,8 |       |
| —       | Dick Howell       | DNS     |       |

### Finał
| Miejsce | Zawodnik          | Czas       |
| ------- | ----------------- | ---------- |
| 1       | Boy Charlton      | 20:06,6 WR |
| 2       | Arne Borg         | 20:41,4    |
| 3       | Frank Beaurepaire | 21:48,4    |
| 4       | John Hatfield     | 21:55,6    |
| 5       | Katsuo Takaishi   | 22:10,4    |